# Burg Valdštejn

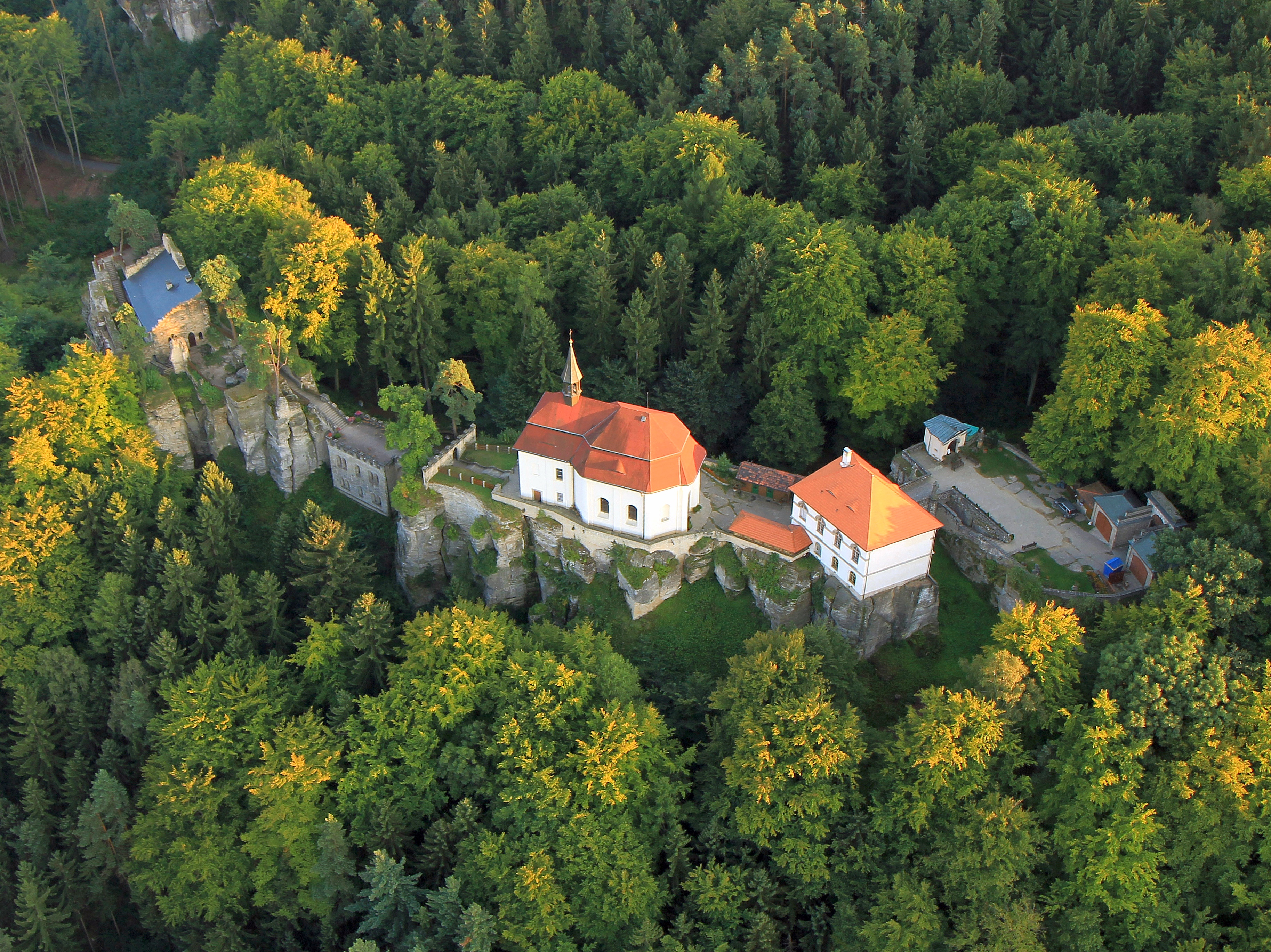
Burg Valdštejn (Luftaufnahme)

Die Burg Valdštejn (deutsch: Waldstein) ist der Stammsitz des Adelsgeschlechts Waldstein und die älteste Burg in der Region Český ráj. Sie liegt drei Kilometer südöstlich von Turnov in der Nähe der Hruboskalské skalní město („Felsenstadt“) und liegt im Okres Semily in Tschechien.

## Beschreibung
In der zweiten Hälfte des 13. Jahrhunderts entstand zwischen Veliš bei Jičín und Bezděz eine Kette von Felsenburgen. Wie andere Anlagen dieser Art wurde auch diese Burg auf hochgelegenen Felsen errichtet, mit dem Ziel, sie uneinnehmbar zu bauen.
Die ursprünglich gotische Burg auf drei großen Sandsteinblöcken ist durch einen tiefen Graben von der Umgebung getrennt. Sie ist in der heutigen Zeit an drei Seiten von Wald geschützt, nur auf der uneinnehmbaren Nordseite, wo die Felsen steil abfallen, bietet sich ein freier Blick in Richtung Turnov. Die einzelnen Steinblöcke waren durch Holzbrücken miteinander verbunden, auch die Gebäude selbst waren bis auf die Wehrmauern, einen Palas und einen Wehrturm aus Holz gebaut.
Nach einem Brand im 16. Jahrhundert blieben von der Anlage nur Reste der Mauern und des Palas übrig, vor allem im hinteren Teil sind außerdem in den Fels gehauene Kellergewölbe erhalten. Zusammen mit einer barocken Wallfahrtskapelle und zwei Steinbrücken aus dem 18. Jahrhundert sowie den Neu- und Umbauten des 19. Jahrhunderts im Stil des Historismus besteht die Gesamtanlage aus einer Mischung mehrerer Stilepochen.

## Geschichte

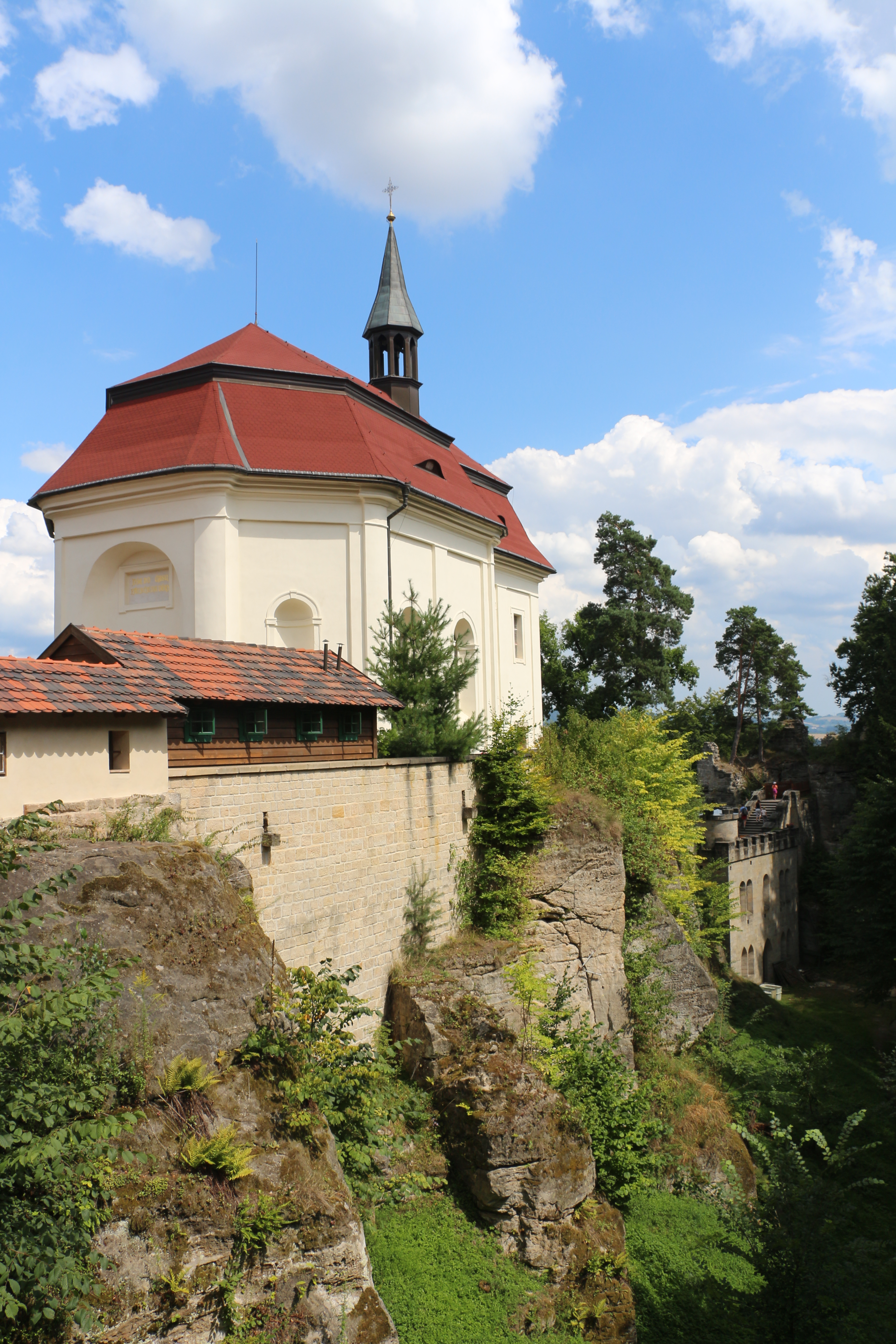
Kapelle des Hl. Johannes Nepomuk

Die Burg wurde in den Jahren 1260 bis 1280 von den Markwartingern gegründet. Das Geschlecht, aus dem mehrere böhmische Adelsfamilien hervorgingen, war in der Regierungszeit König Otakars II. Přemysl aufgestiegen und besaß große Ländereien im Gebiet der Jizera bis zum Riesengebirge. Der erste bezeugte Besitzer war ein Zdeněk (1280–1304), der sich nach der Burg von Waldstein nannte. Er war der Sohn des Jaroslav von Turnov (1234–1269). Zur Herrschaft Waldstein gehörten neben der Burg mehrere Dörfer zu beiden Seiten der Jizera um Turnov bis zum Zisterzienserkloster Hradiště. Bereits zu Lebzeiten Zdeněks kam es zum Streit um die Besitzverhältnisse, der in den folgenden Generationen fortgeführt wurde. Ab 1318 sind Gerichtsverfahren zwischen Mitgliedern der Familie Waldstein wegen Raubes in den zugehörigen Dörfern belegt. Auch das Verhältnis zu den Herren der benachbarten Felsenburg Rotštejn war von Feindschaft und gegenseitigen Raubzügen bestimmt. Seit sich in der ersten Hälfte des 14. Jahrhunderts das Geschlecht Waldstein in mehrere Linien verzweigt hatte, gehörte die Burg dem in Lomnice ansässigen Ast. Sie blieben im Besitz der Herrschaft, bis sie um 1380 an die Herren von Wartenberg überging.
Nach 1420 wurde die Burg Waldstein von den Hussiten besetzt. 1436 wurde Jan Čapek ze Sán, Oberbefehlshaber des Heeres der Waisen, als Burgherr erwähnt. Einige Jahre später wurde die Burg an einen der Herren von Valečov übertragen, die ebenfalls der Bewegung nahestanden. Durch systematische Eroberung und Ausbau von Wehranlagen stärkten die Hussiten ihre Position in dieser Region.
In der Folgezeit waren die Verhältnisse ungeklärt, es kam zu zahlreichen Besitzerwechseln und Streitigkeiten. 1440 kam die Burg kurzzeitig in die Gewalt von Raubrittern. 1514 kaufte Zikmund Smiřický von Smiřice die heruntergekommene und verschuldete Herrschaft Waldstein und vereinte sie mit der benachbarten Herrschaft Schloss Hrubá Skála, die ihm ebenfalls gehörte. Die Burg Waldstein brannte Mitte des 16. Jahrhunderts aus und wurde 1582 als Ruine bezeichnet. 1620 erwarb Albrecht Wallenstein den ehemaligen Familienbesitz wieder, zeigte aber kein Interesse an dem zerstörten Stammsitz. Dennoch blieb die Ruine in den folgenden 200 Jahren im Besitz des Gründer-Geschlechts.
Erst als sich 1694 der ehemalige Prager Organist und Barock-Komponist Václav Karel Holan Rovenský als Einsiedler in der Ruine niederließ und der Ort zu einem beliebten Ziel von Wallfahrten wurde, erwachte das Interesse der Eigentümer wieder. 1722 wurde an Stelle der Einsiedelei die Wallfahrtskapelle des heiligen Johannes Nepomuk erbaut und zwei Steinbrücken mit Barockstatuen böhmischer Heiliger aus Sandstein errichtet.
1821 verkaufte Franz Adam von Waldstein die gesamte Herrschaft Groß Skal an die Grafen von Ährenthal. 1824 bis 1843 bauten sie die Burg im Stil der Neugotik wieder auf. Weitere Umbauten erfolgten bis Ende des 19. Jahrhunderts.
Waldstein wurde als eine der ersten böhmischen Burgen in der zweiten Hälfte des 19. Jahrhunderts der Öffentlichkeit zugänglich gemacht. Durch ihre Lage im Böhmischen Paradies wurde sie zu einem beliebten Ausflugsziel. Sie gehört seit 1945 der Stadt Turnov und wird jährlich von mehr als 70.000 Personen besucht.

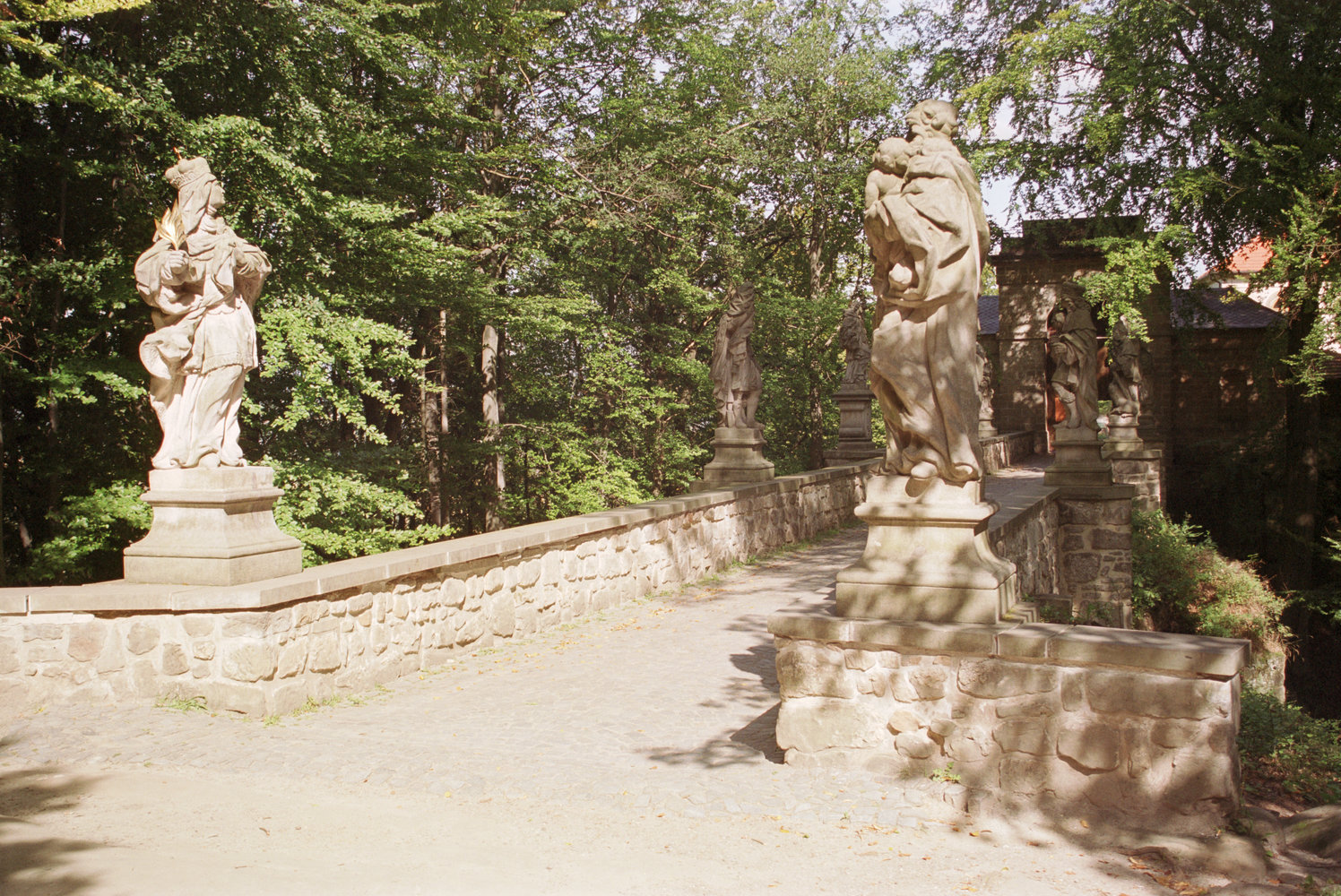
Burg Valdštejn, die erste Brücke. Die Original-Plastiken der Brüder Jelínek von 1725–1735 sind heute in der Kapelle untergebracht. Auf der Brücke wurden Kopien aufgestellt.
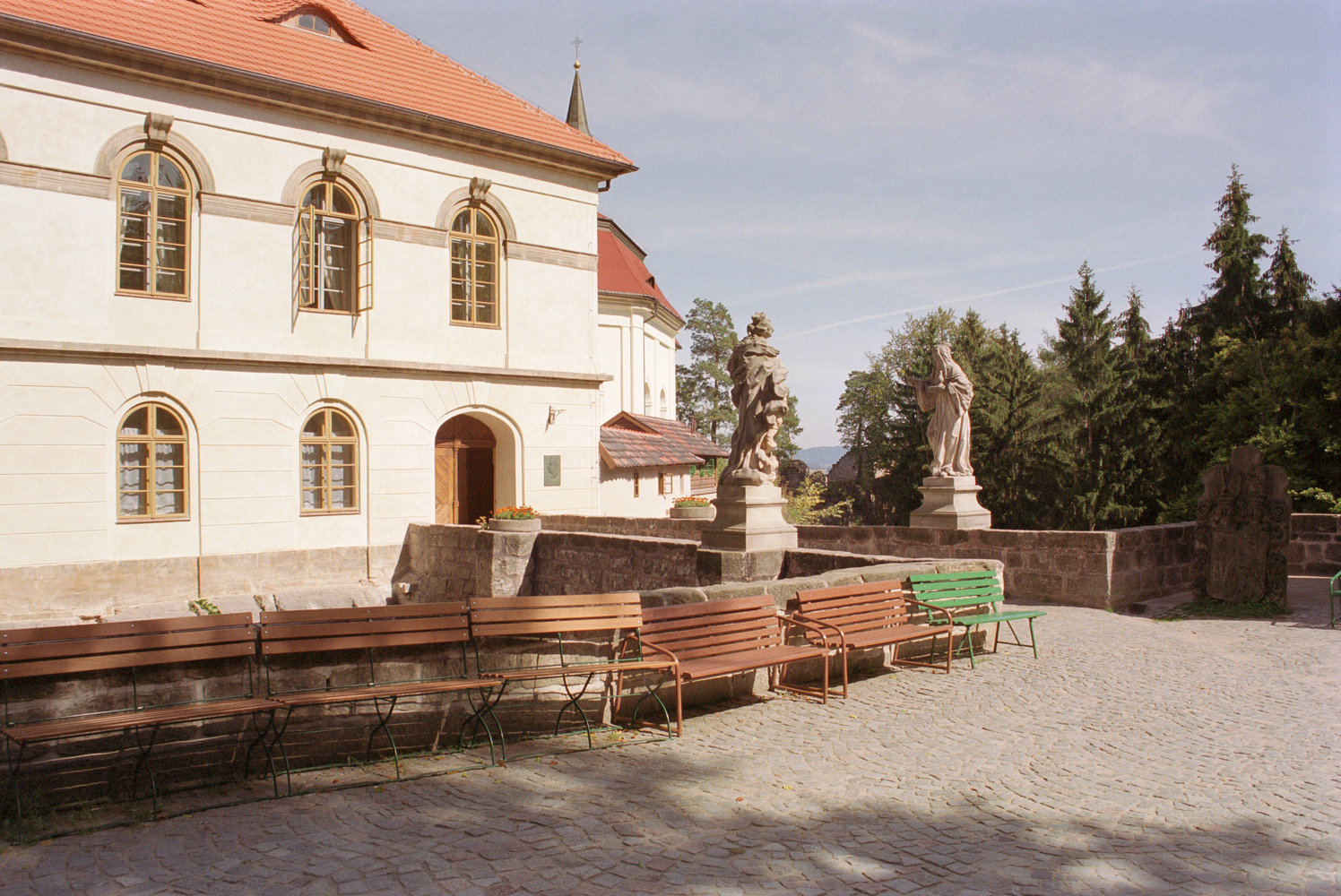
Klassizistisches Hauptgebäude
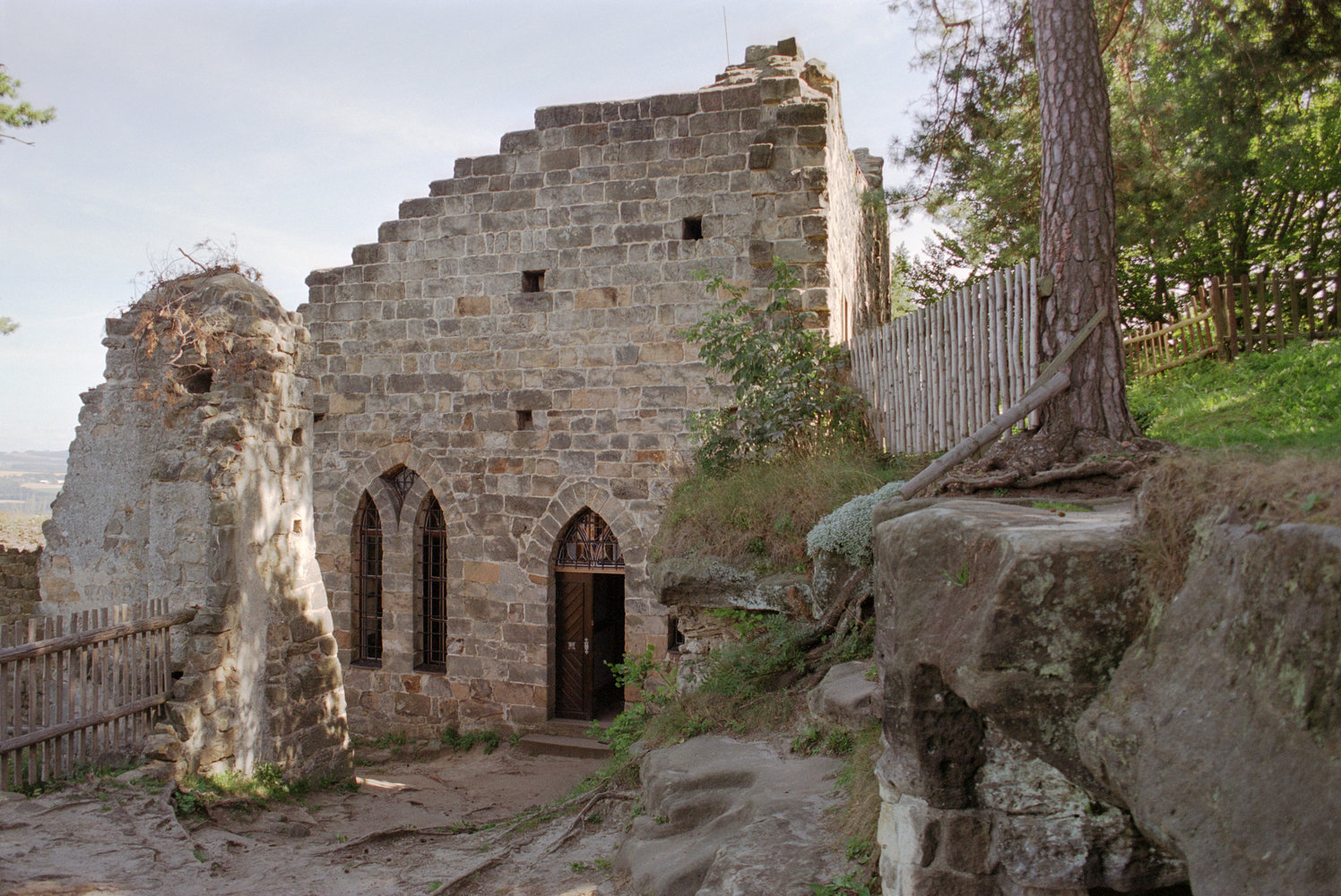
Reste des Palas
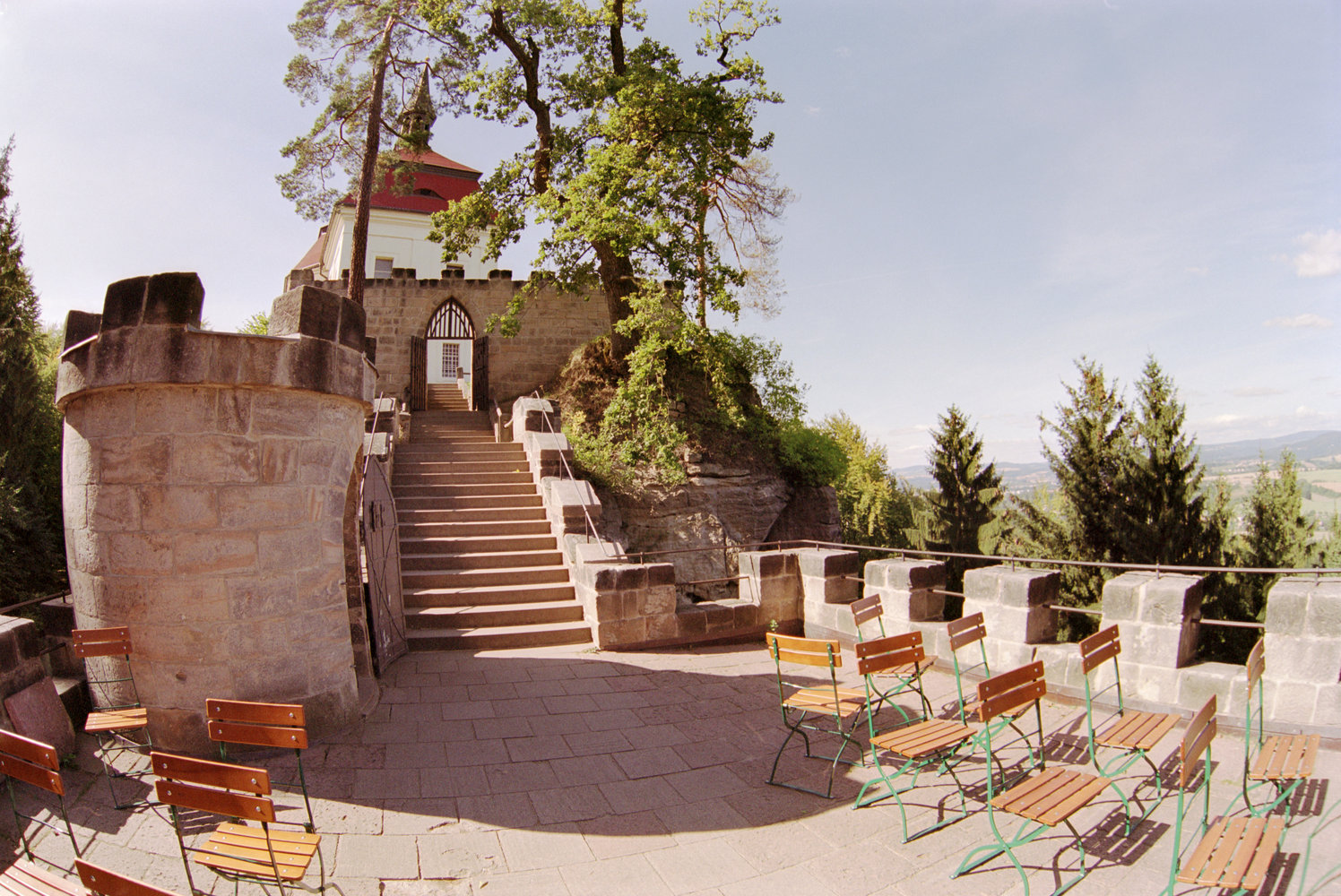
Mittlerer Burghof